# پیج اسپیراناک
پیج اسپیراناک (انگلیسی: Paige Spiranac؛ ‏ ۲۶ مارس ۱۹۹۳) فعال رسانه‌های اجتماعی، مدل، گلف‌باز و مربی گلف کروات‌تبار اهل ایالات متحده آمریکا است. وی جزء تیم گلف دانشجویی دانشگاه آریزونا و دانشگاه ایالتی سن‌دیگو بود و موفق به کسب عنوان قهرمانی در سال ۲۰۱۵ شد.
مادر او یک رقصنده باله حرفه‌ای بود و خواهرش در تیم دو و میدانی دانشگاه استنفورد بود و یک بورس ورزشی از آنجا دریافت کرده بود. پیج در مونومنت، کلرادو رشد کرد و ابتدا به امید شرکت در بازی‌های المپیک، به ورزش ژیمناستیک روی آورد. تا رسیدن به سن ۱۲، او دو مرتبه دچار شکستگی کاسه زانو شد و مجبور به شد ژیمناستیک را رها کند و به گلف روی آورد.